# 艾夏赫
艾夏赫（德語：Aichach，發音：[ˈaɪçax] ⓘ）是德国巴伐利亚州施瓦本行政区艾夏赫-弗里德贝格县的城市，也是艾夏赫-弗里德贝格县的县治，面积92.84平方千米，2023年12月31日人口为22,222人。